# Marienkirche Berlin
St. Marienkirche (Berlin Mitte) - templom az Alexanderplatzon a TV torony tövében.
A Szűz Mária tiszteletére szentelt, három hajós, gótikus csarnoktemplom a középkori Berlin 6 nagy templomának egyike, melyet az 1270-es években kezdték építeni. Az észak-német téglagót stílusú templom első írásos említése 1294-ből való. A torony építése 1415-ben kezdődött, a ma is látható barokk csúcsa 1789-ből való.
A reformációt követően 1540-ben a hajóból eltávolítják az oltárokat, a templom evangélikussá lesz.
1893/94-ben történik a barokk berendezésű templom "visszagótizálása".
A templom egykoron, de ma is gazdagon díszített, - a 250 db műkincs, festmény egy része viszont a II. világháborúban károsodott Szent Miklós és a tönkrement ferences kolostorból kerültek ide. Külön említést és megtekintést érdemelnek:
22m hosszú Haláltánc falkép-sorozat (1470-körül),
Bronz keresztelő-medence (1437),
Joachim Zerer epitáfiuma (1543),
Szószék (1703),
Főoltár (1762),
Joachim Lizmann polgármester epitáfiuma (1712),
Friedrich Roloff prédikátor síremléke (1743),
Hofschneider Johann Korn epitáfiuma (1671),
Orgona 1721/22-ből.
Jelenleg a templom az istentiszteleteket leszámítva belépőjeggyel látogatható.
1945 után több templomot voltak össze, helyeztek a Marienkirche irányítása alá. Ilyen volt a Múzeum sziget déli részén levő St Petri Kirche is, mely a háborúban bár csak kisebb mértékben sérült, azt 1964-ben mégis lebontották. Most, a templom egykori telkén (Pertiplatz) tervezik felépíteni a már nevében is különleges "House of One" épületet, mely egyaránt kívánja szolgálni a keresztény, zsidó és muzulmán híveket. Egy fedél alatt: templom, zsinagóga és mecset.

## Galéria

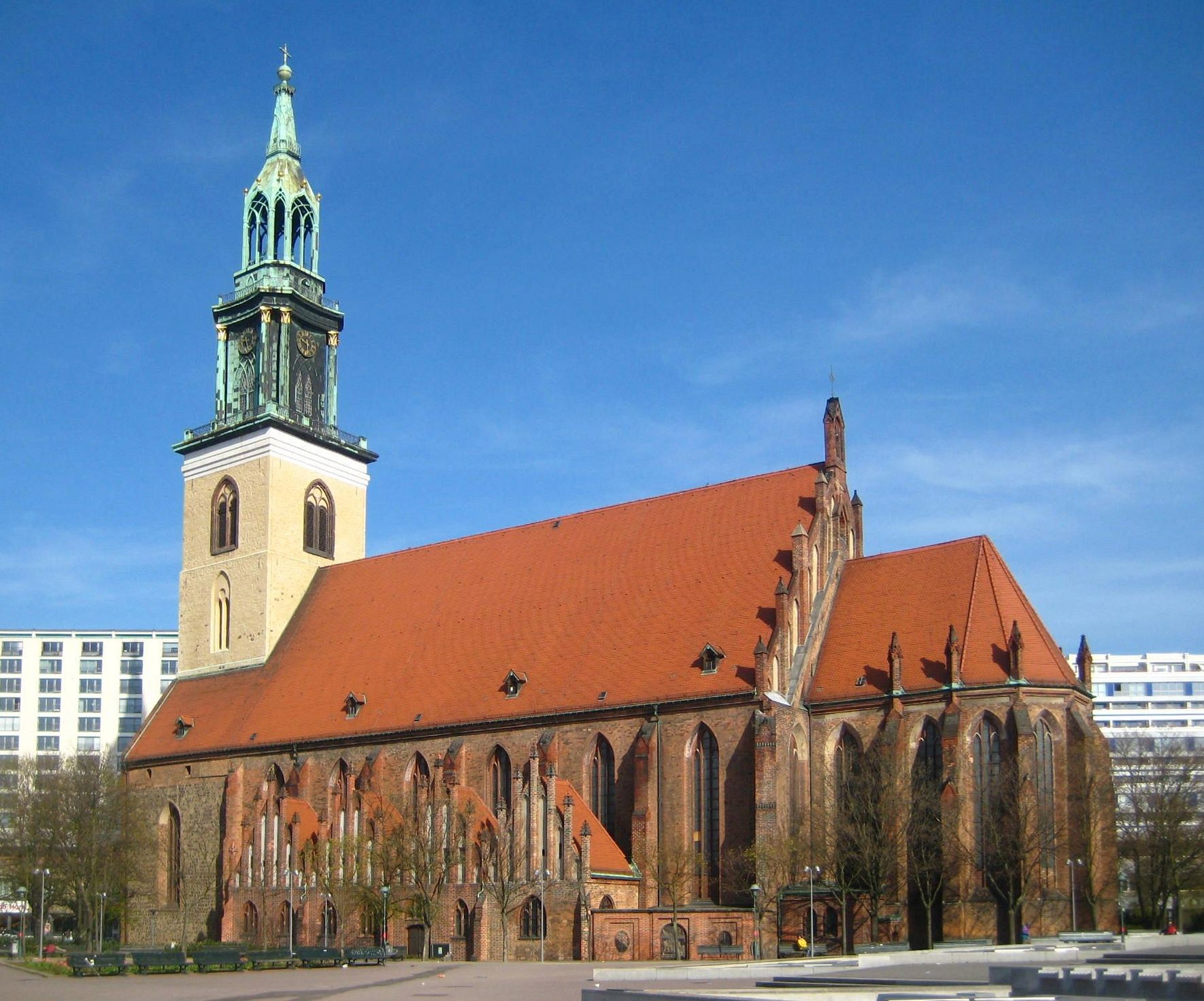
Marienkirche (Berlin-Mitte)
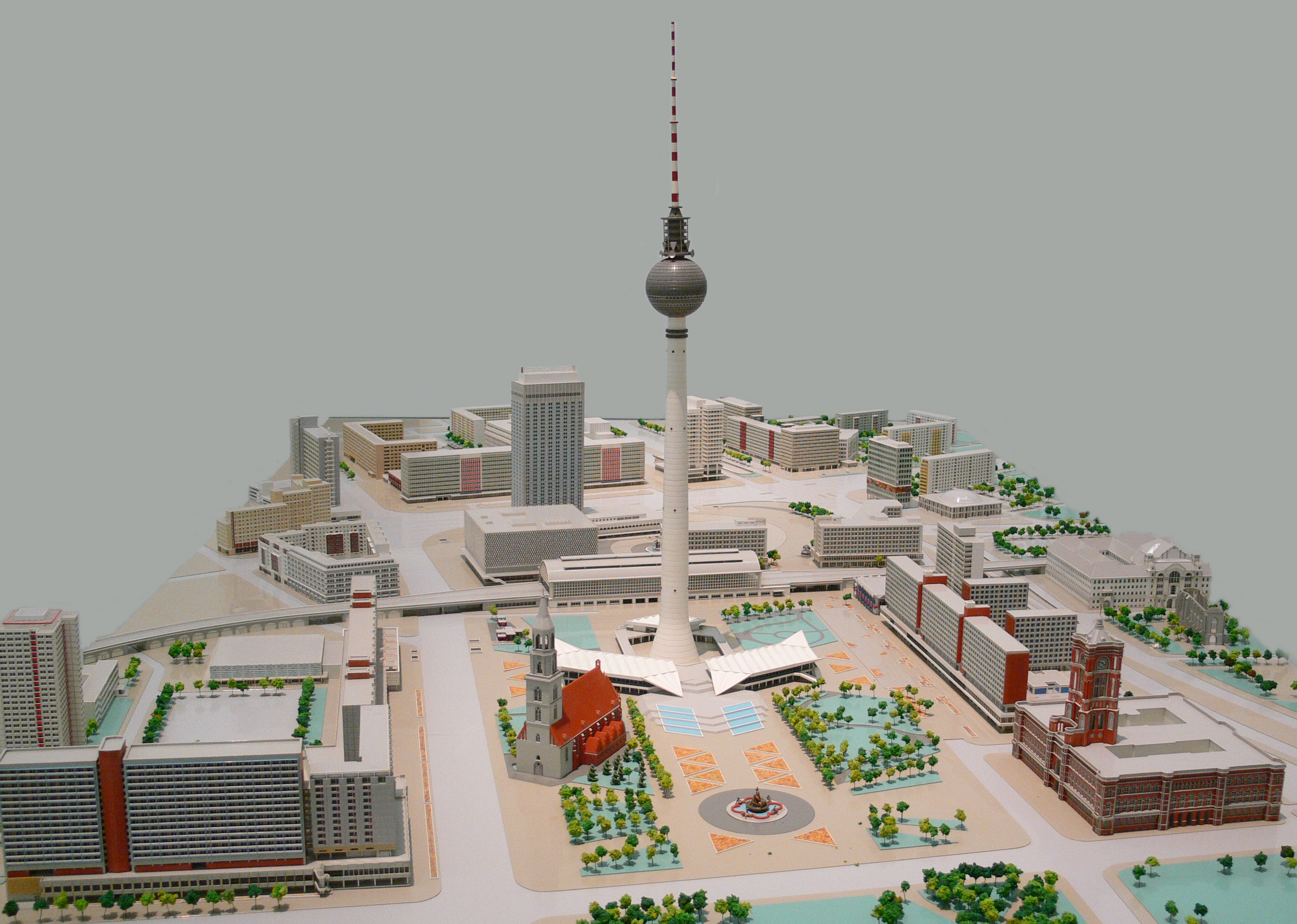
Alexanderplatz
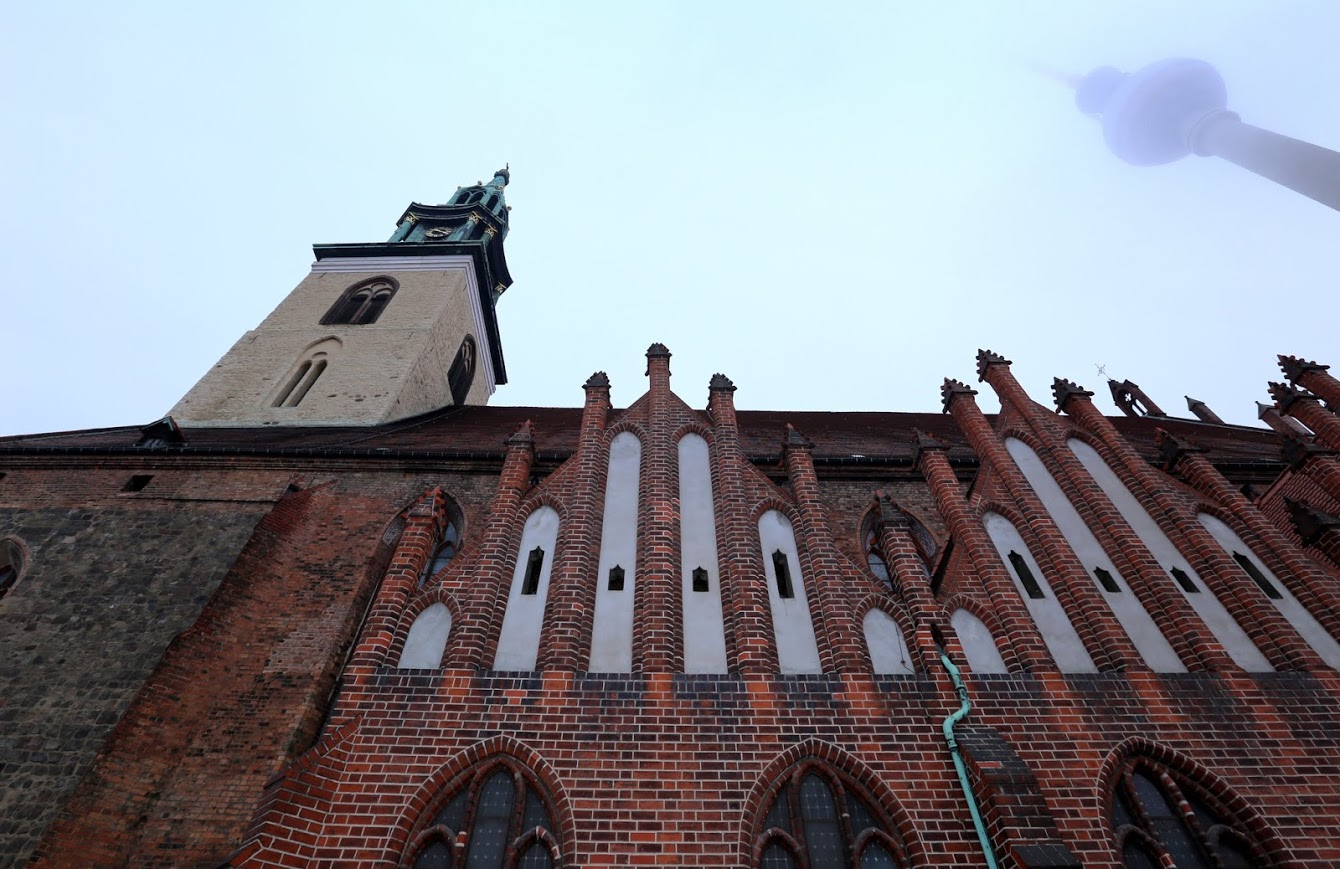
Berlin, Mária templom
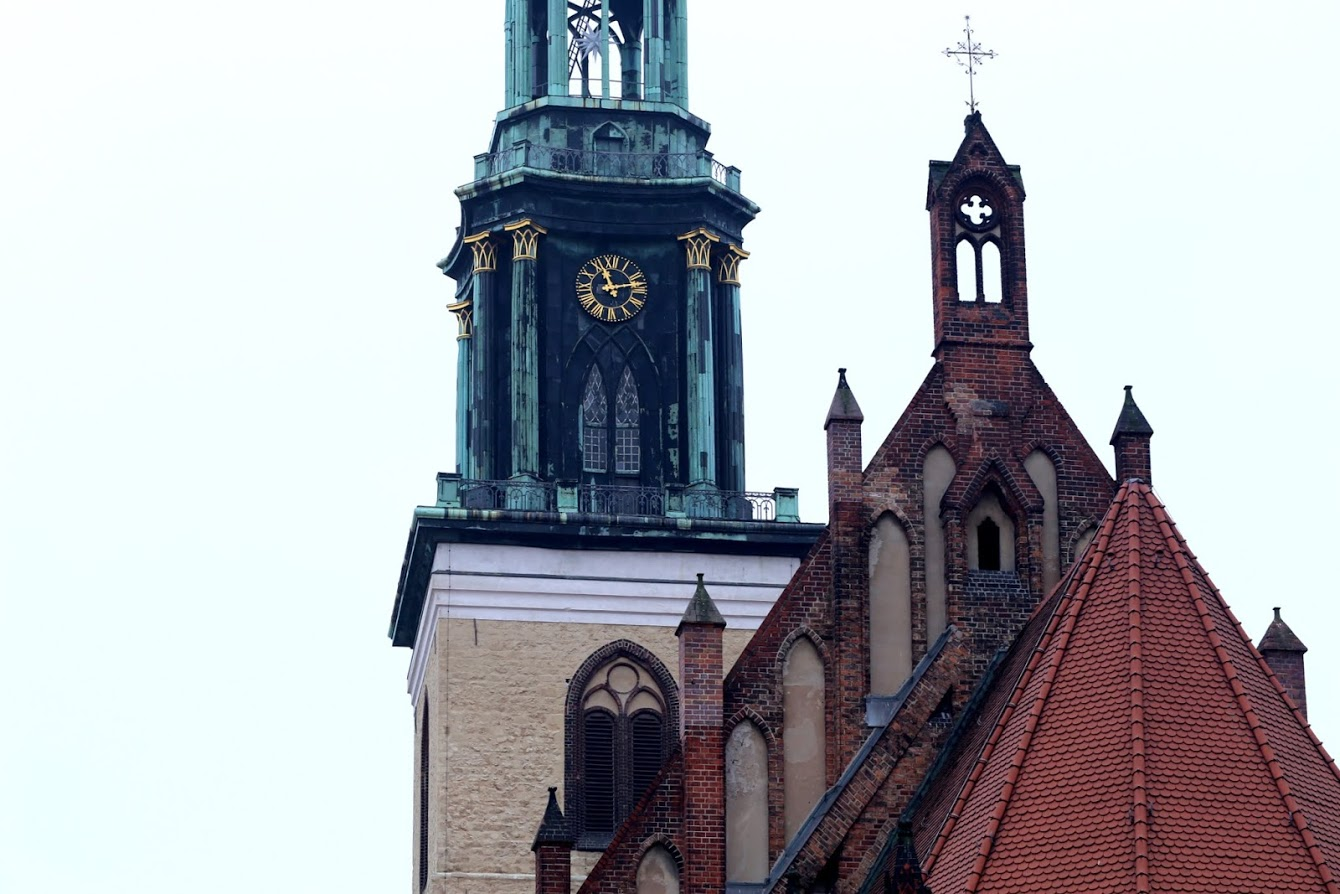
Torony részlet
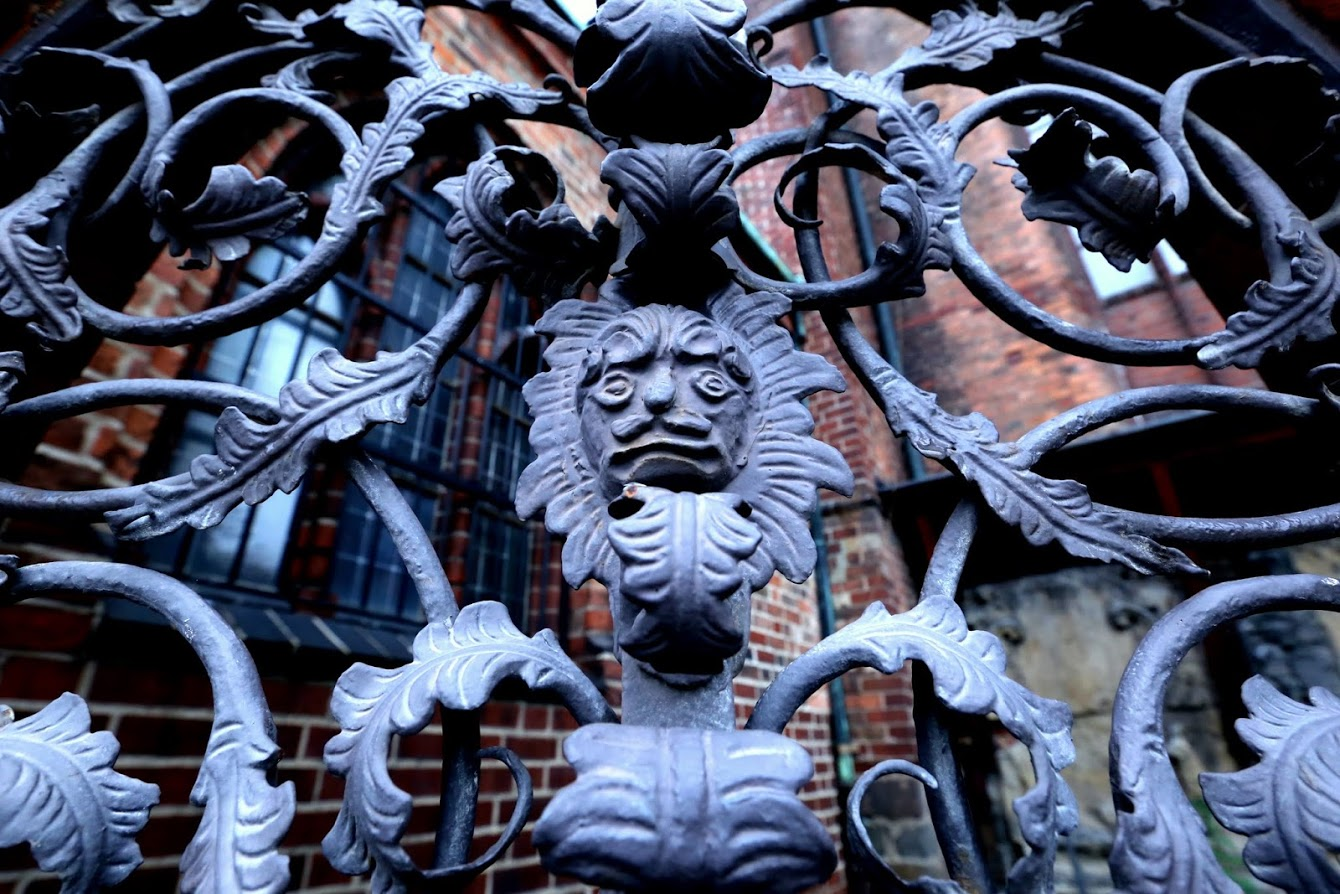
A templom díszes kerítése
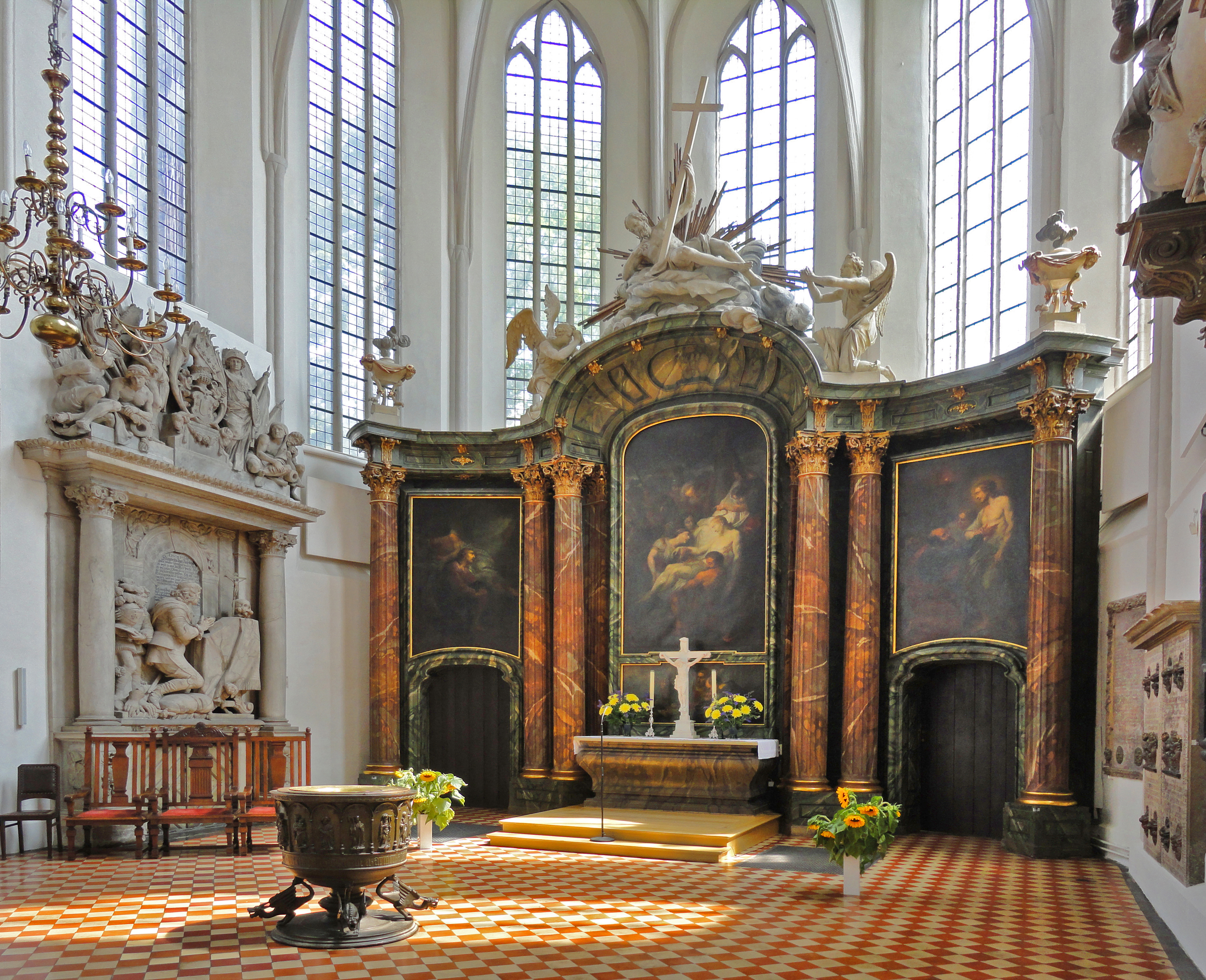
Főoltár
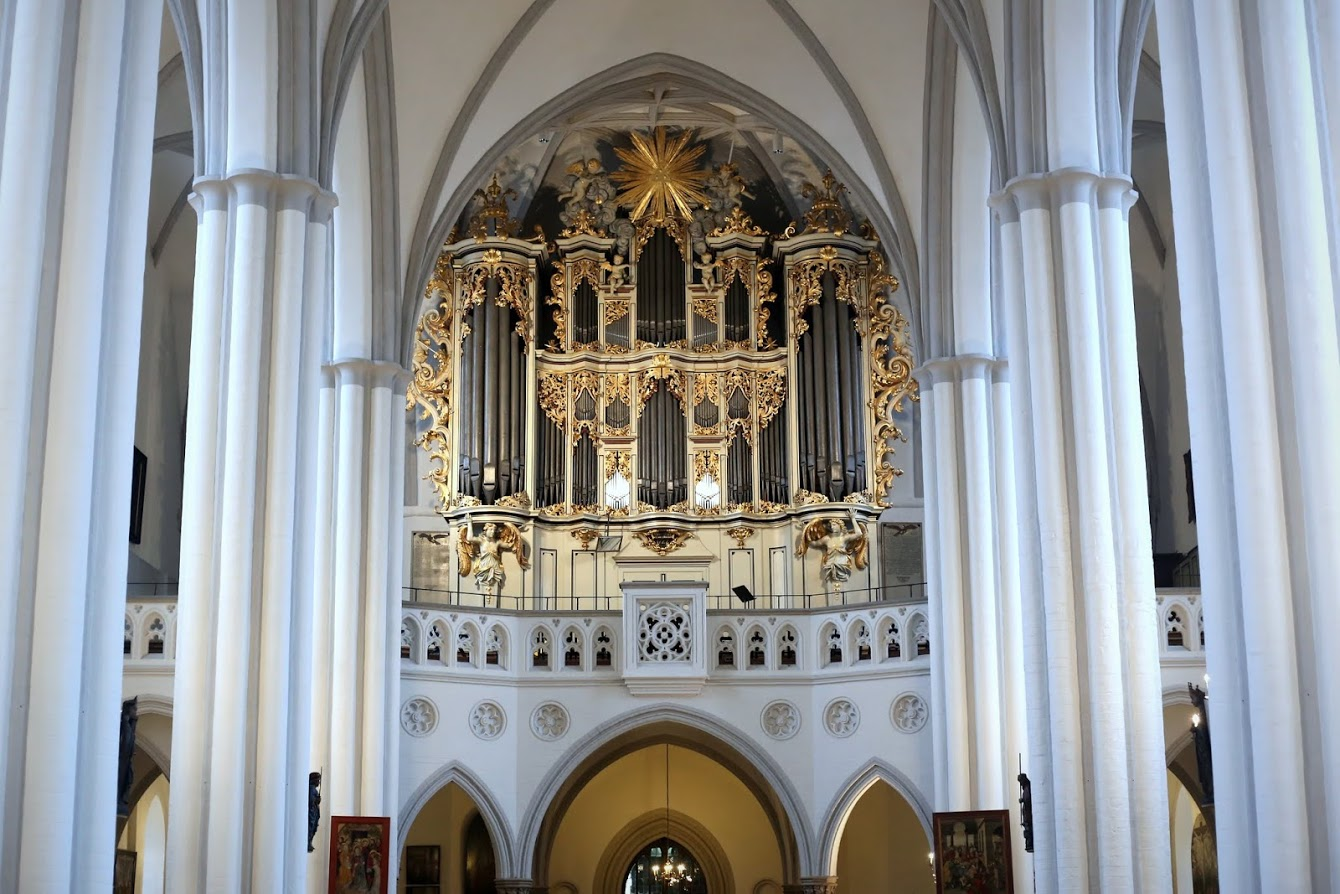
Orgona 1721/22-ből
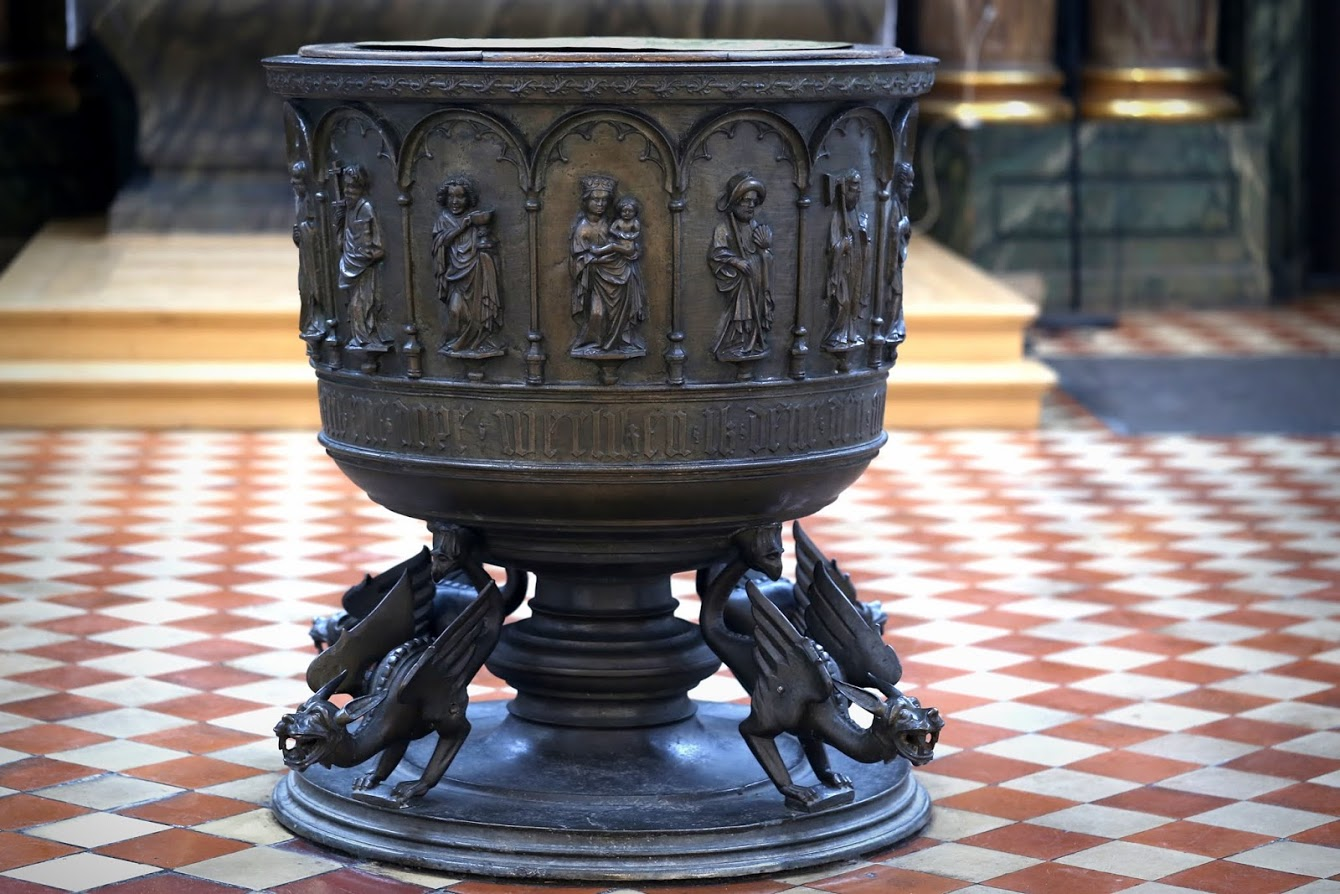
Bronz keresztelő-medence, 1437
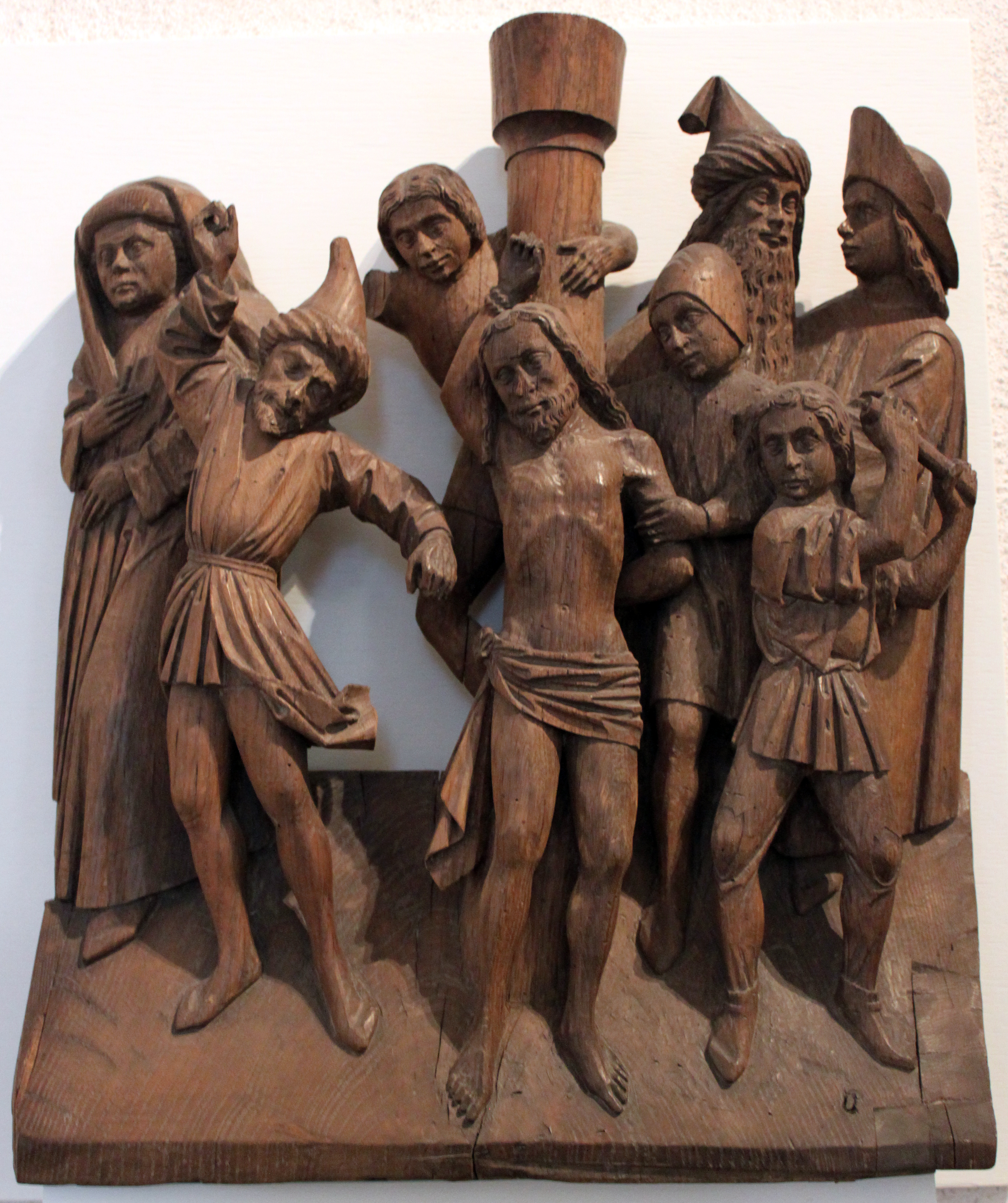
A templom eredeti főoltárának részlete, 1470.
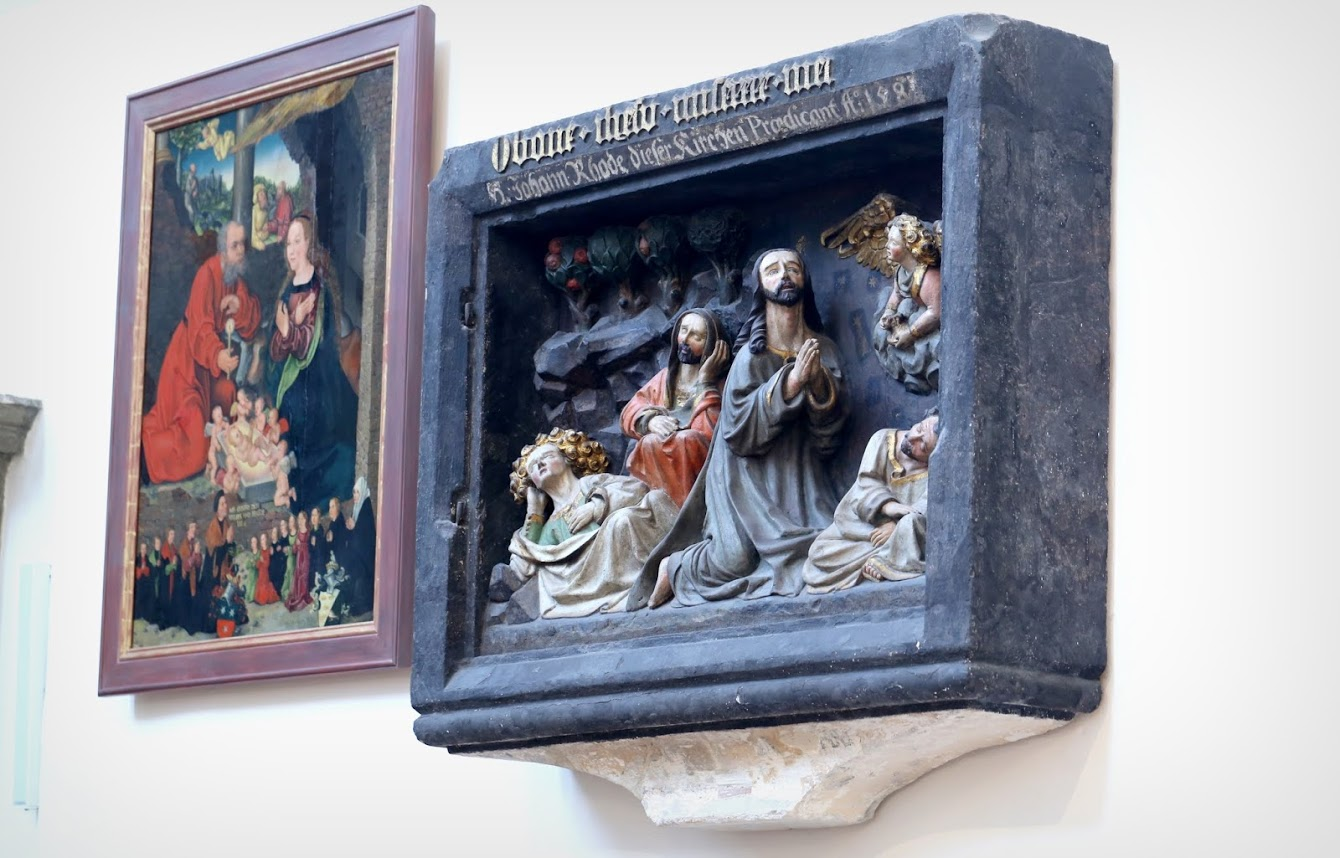
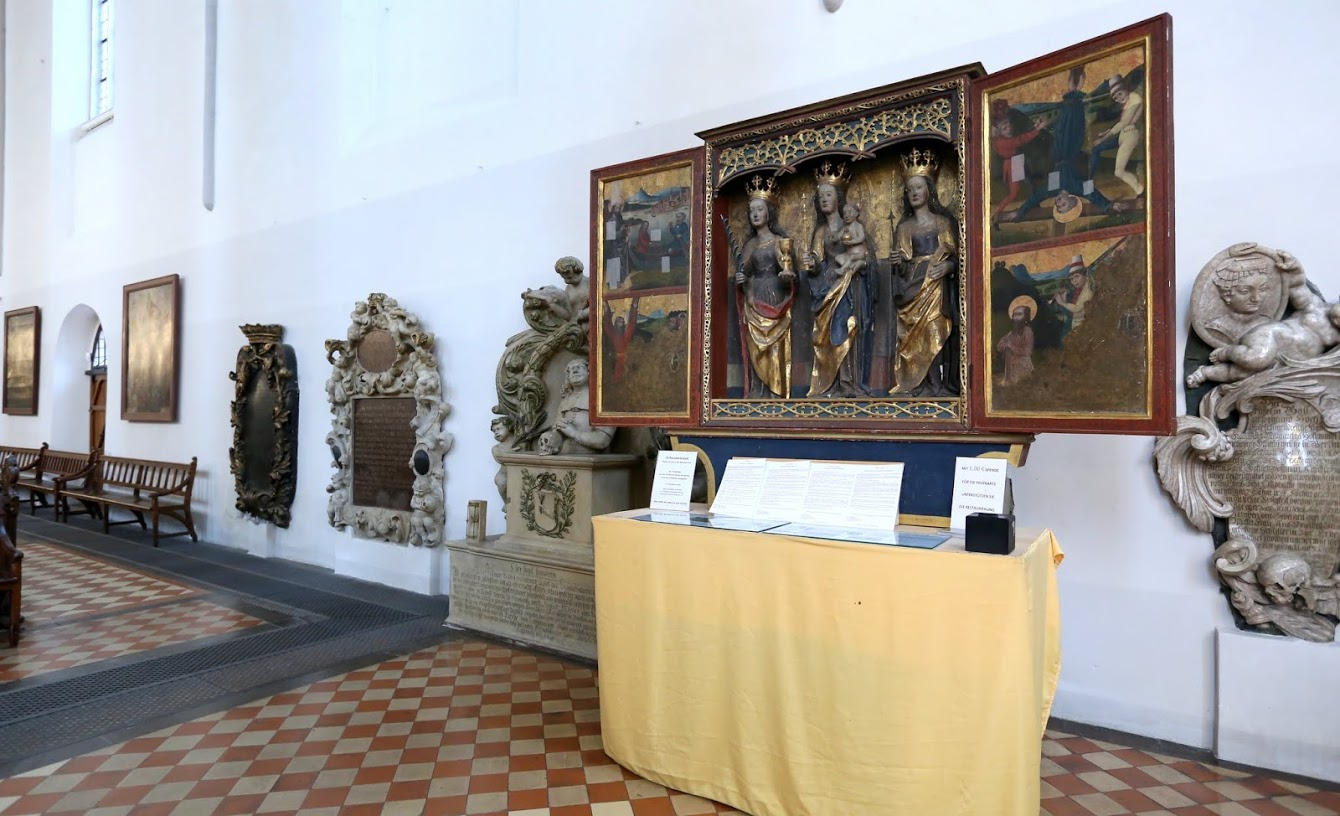
Szárnyas oltár és epitáfiumok
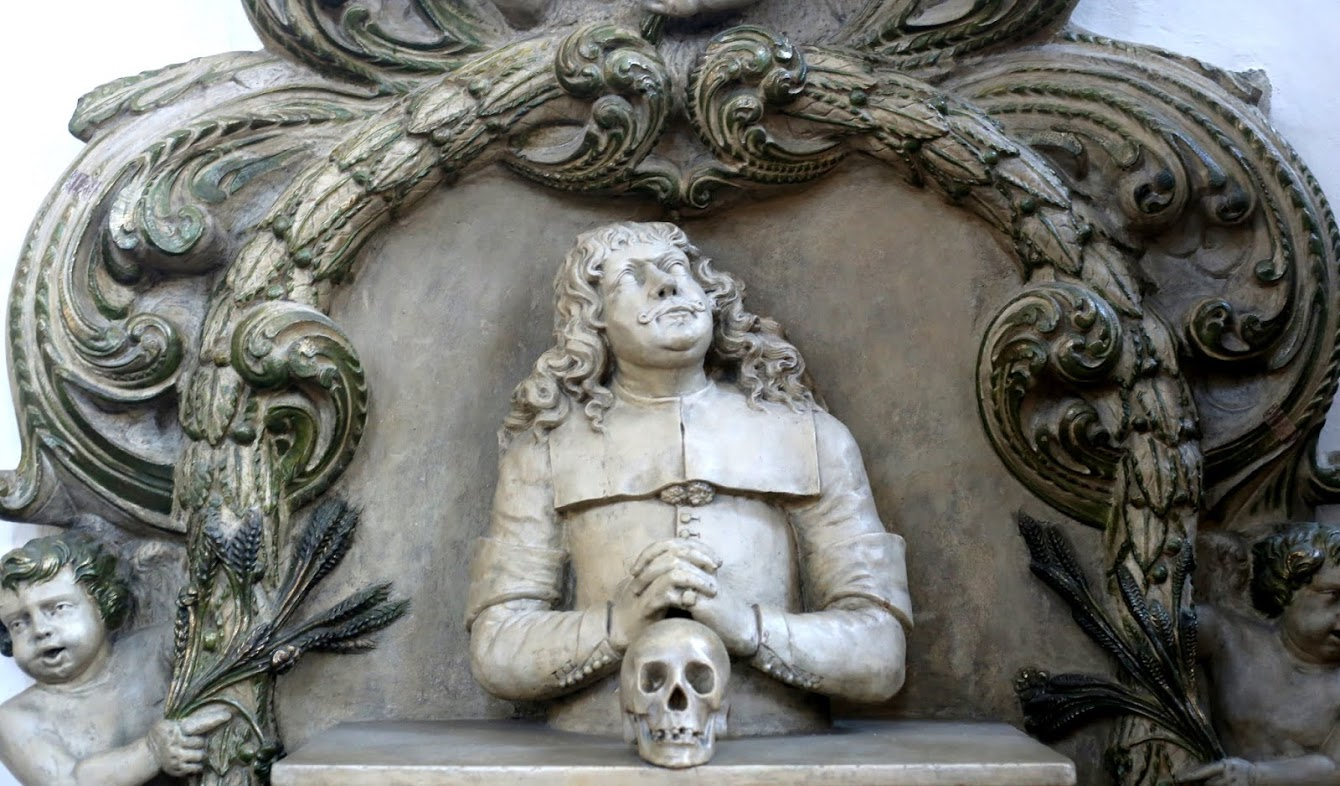
Epitáfium
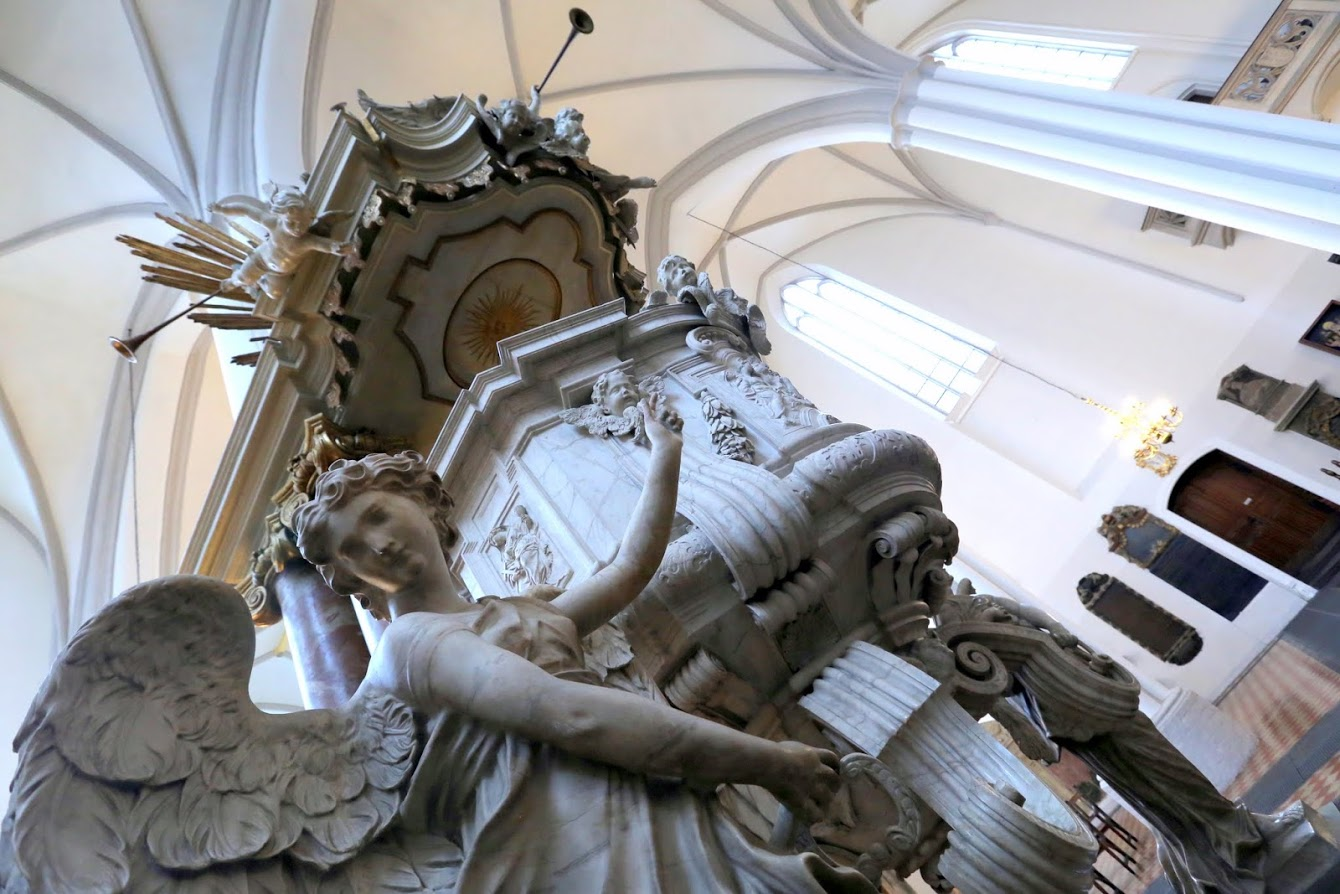
Szószék
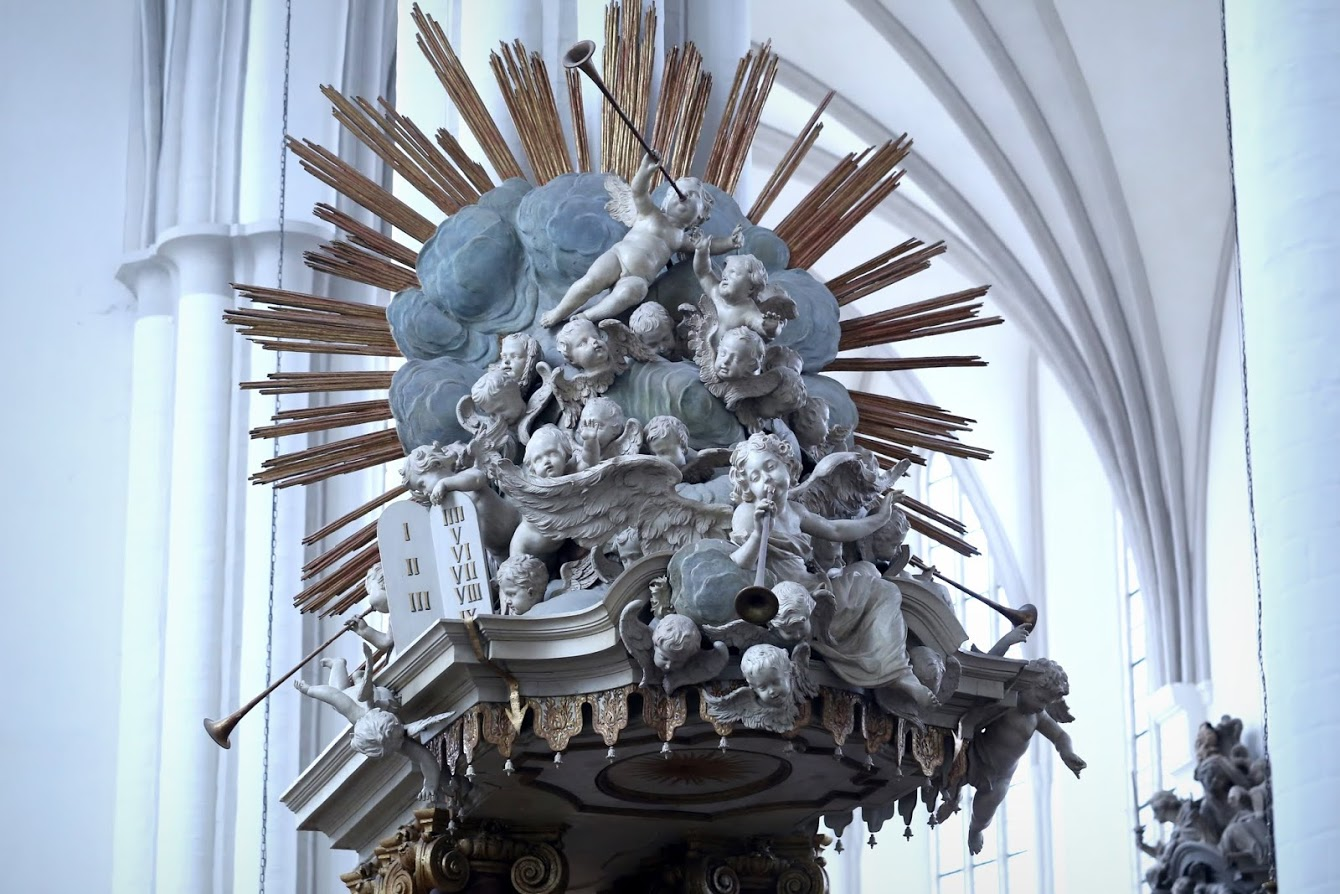
Szószék részlete
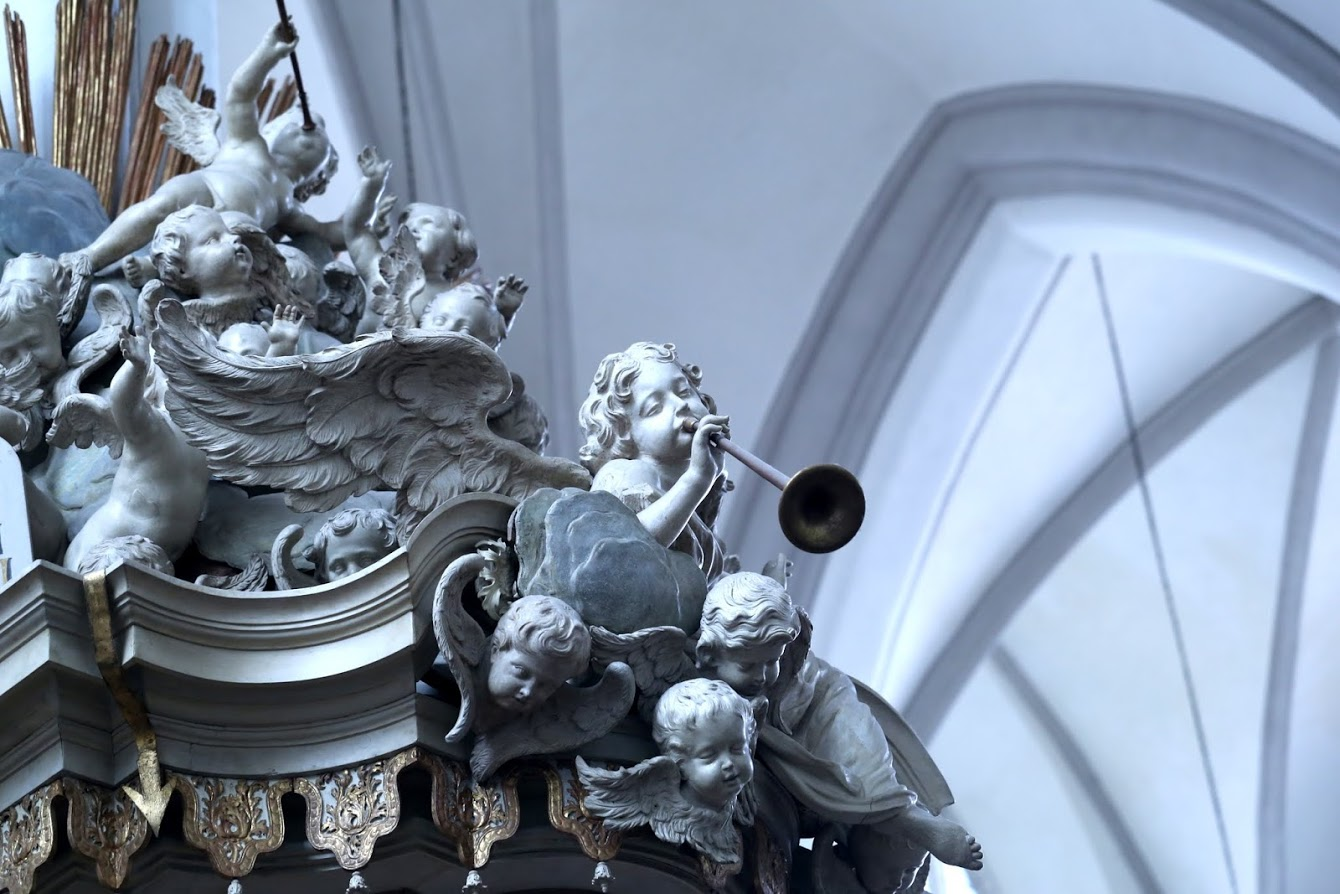
Szószék részlete
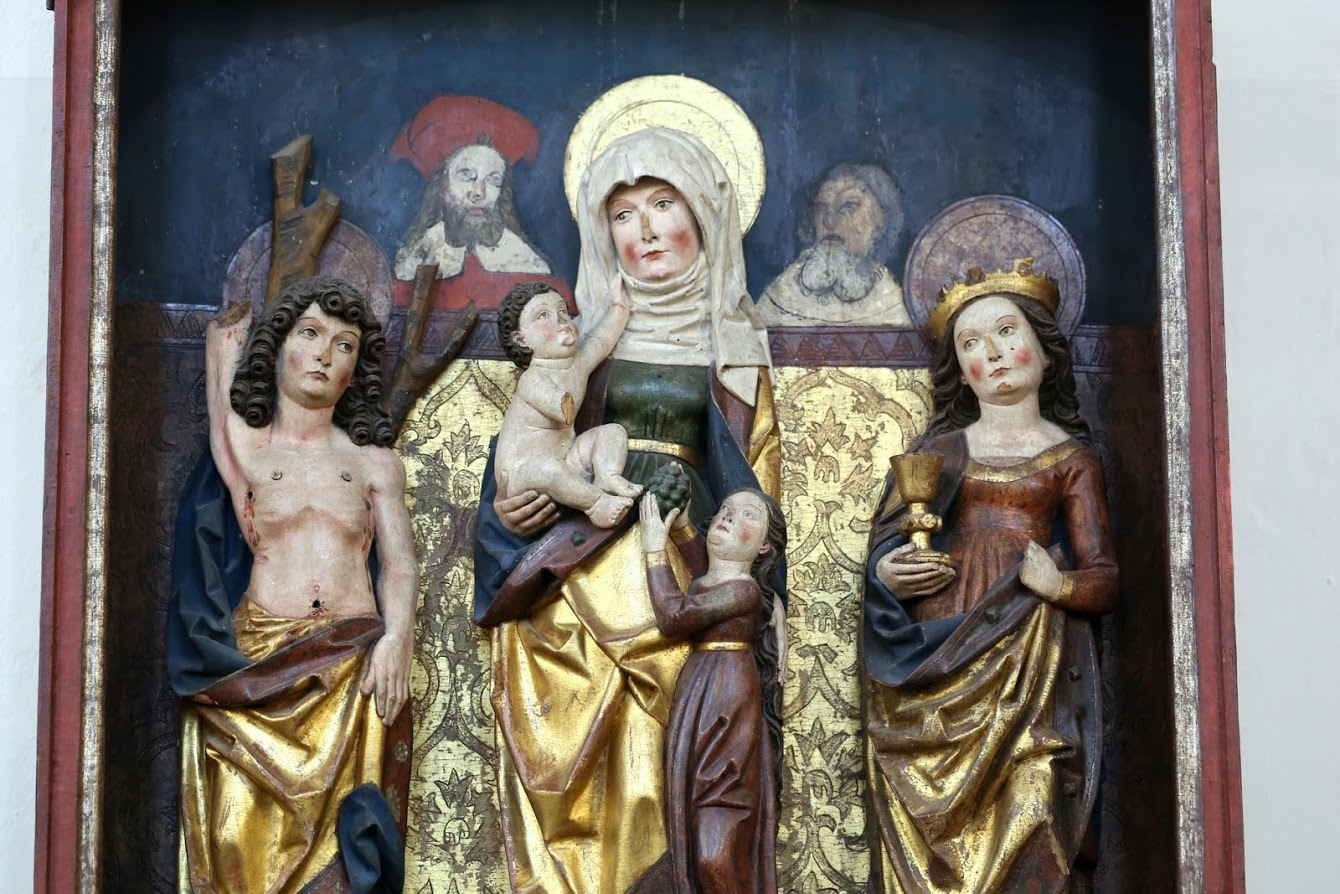
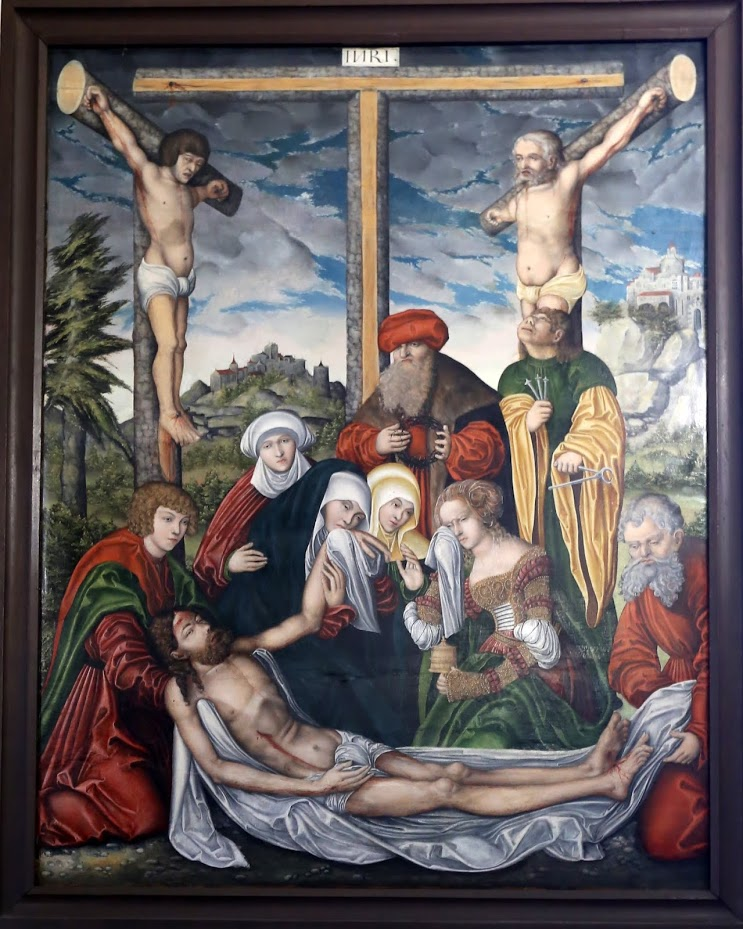
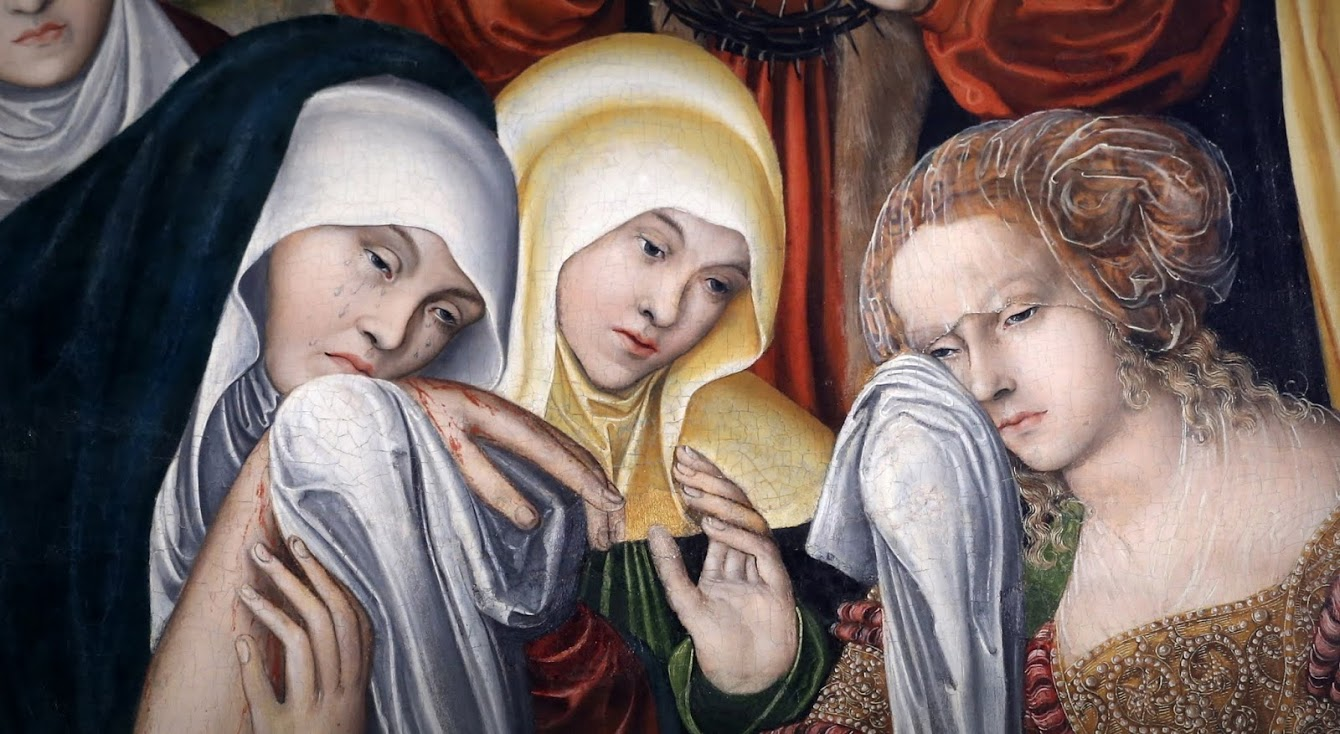
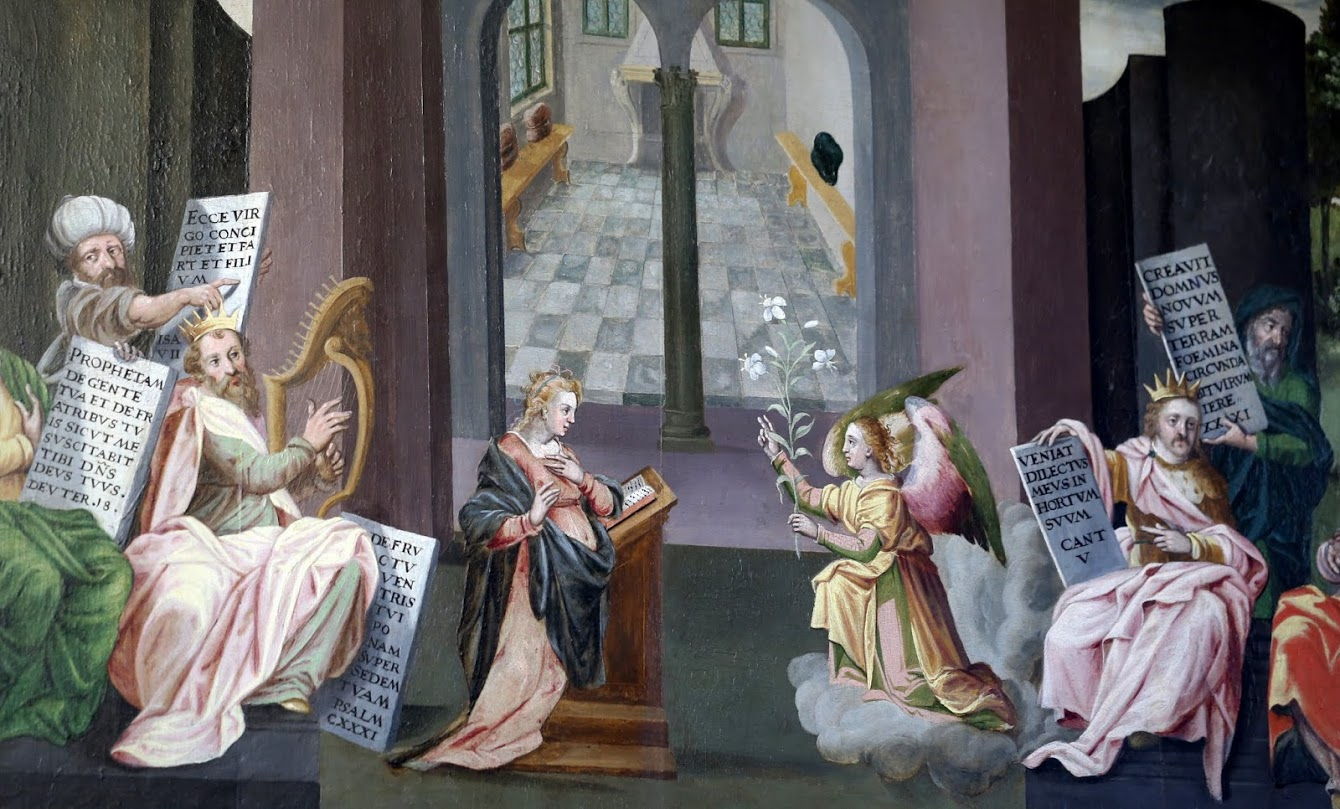
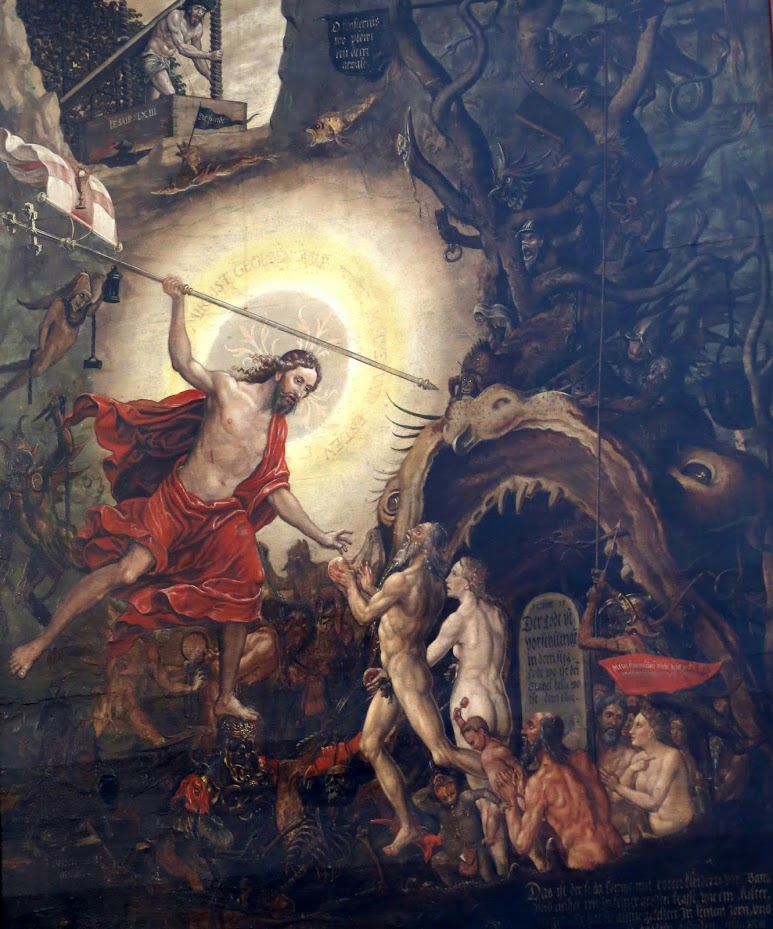
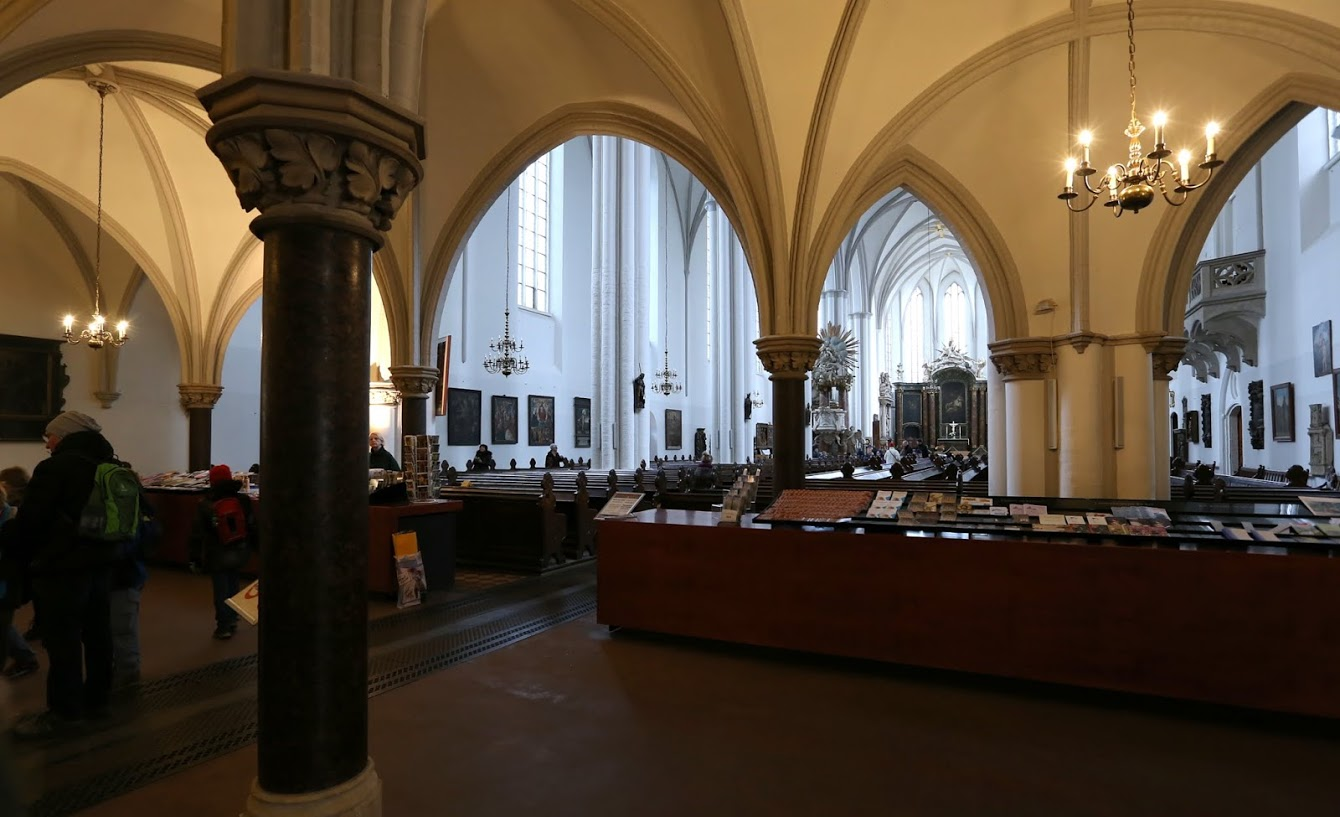
Előcsarnok
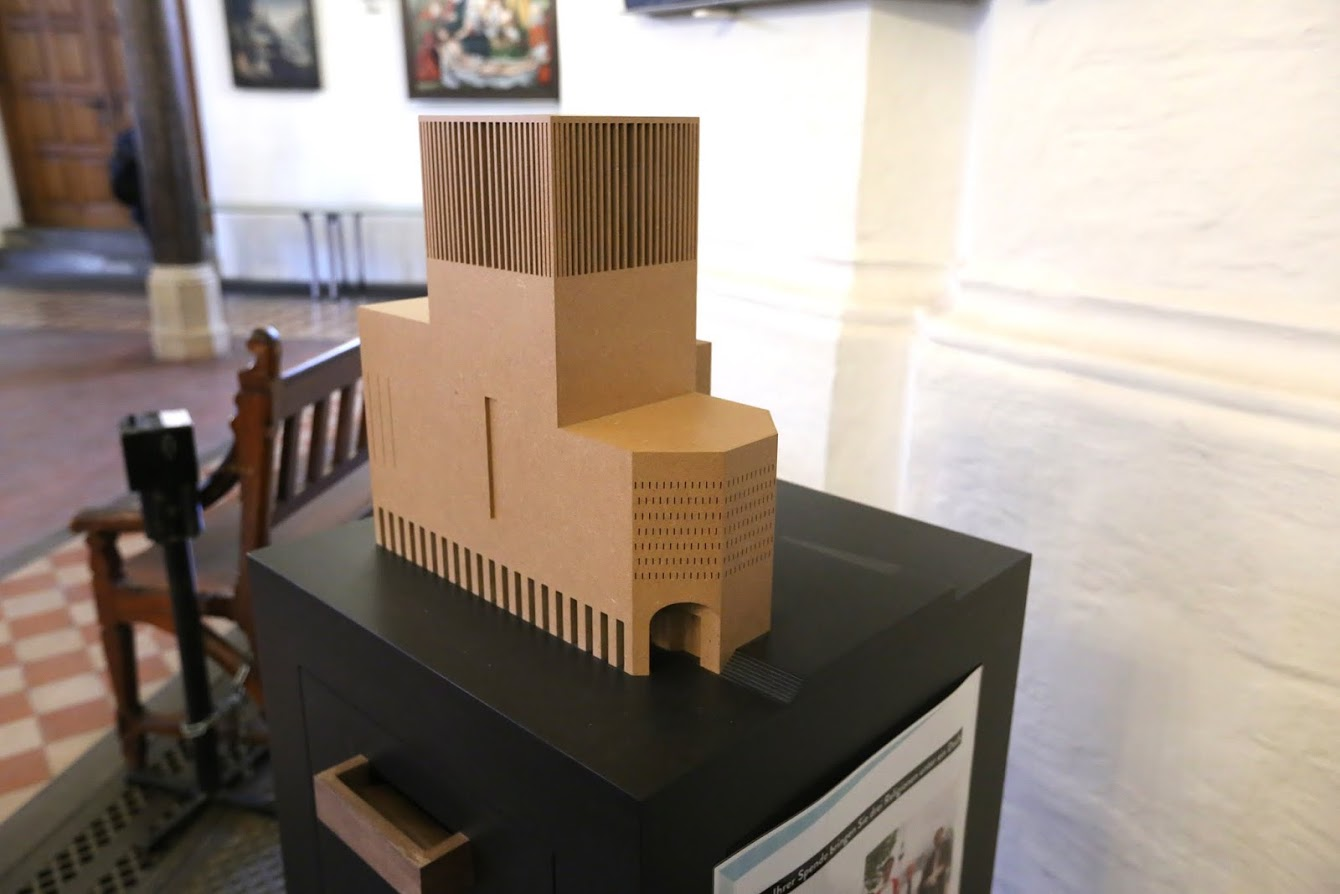
"House of One" imaház makett
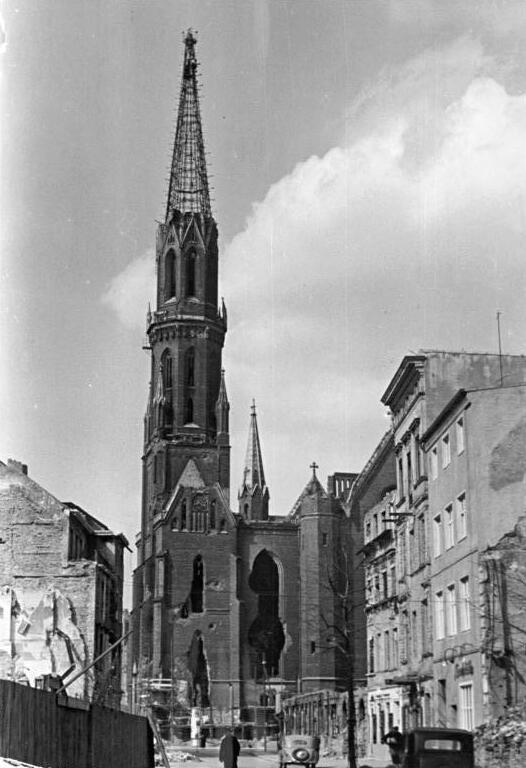
Petrikirche, 1951-ben. Ennek telkén épülne a "House of One"
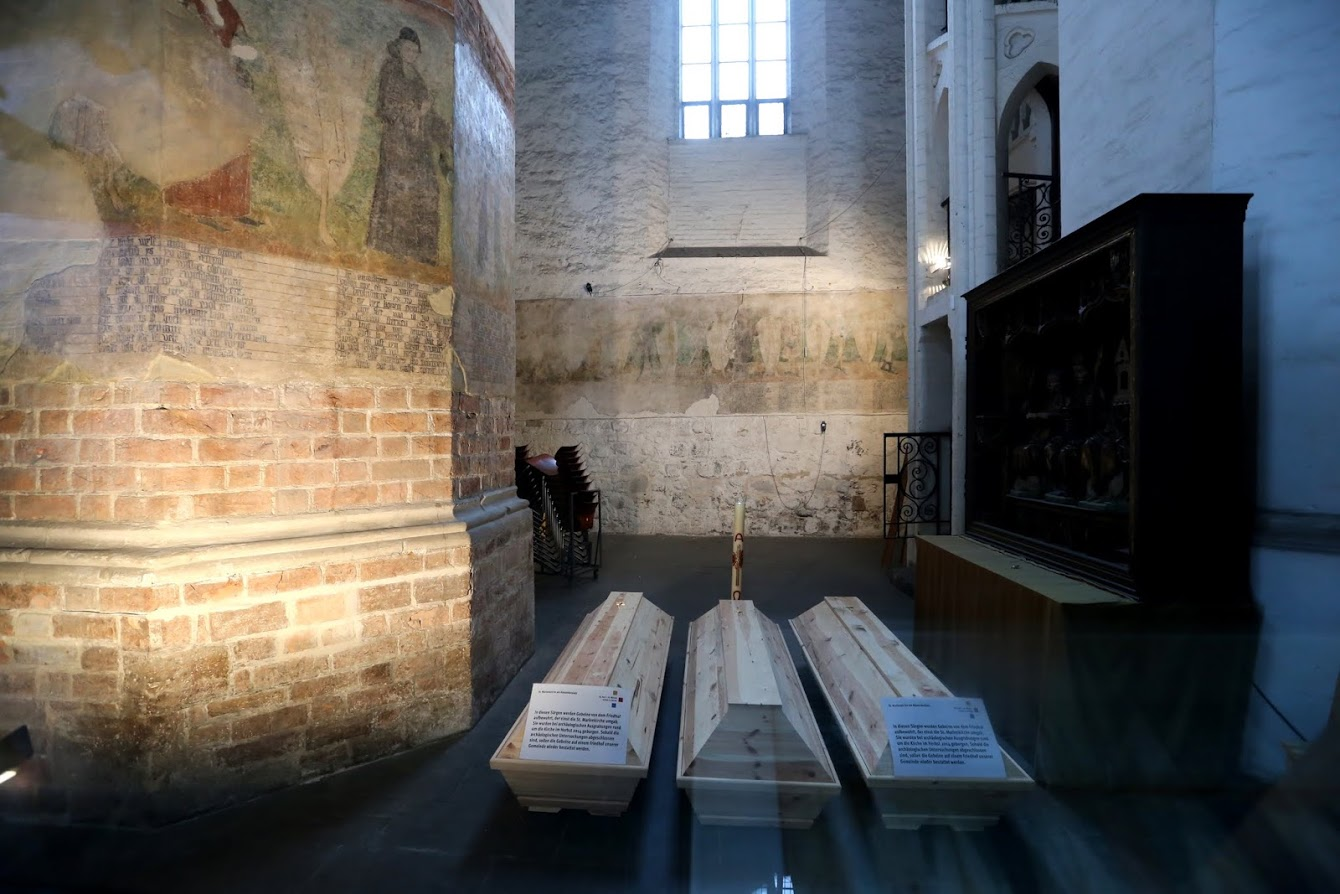
Haláltánc freskó, 1470
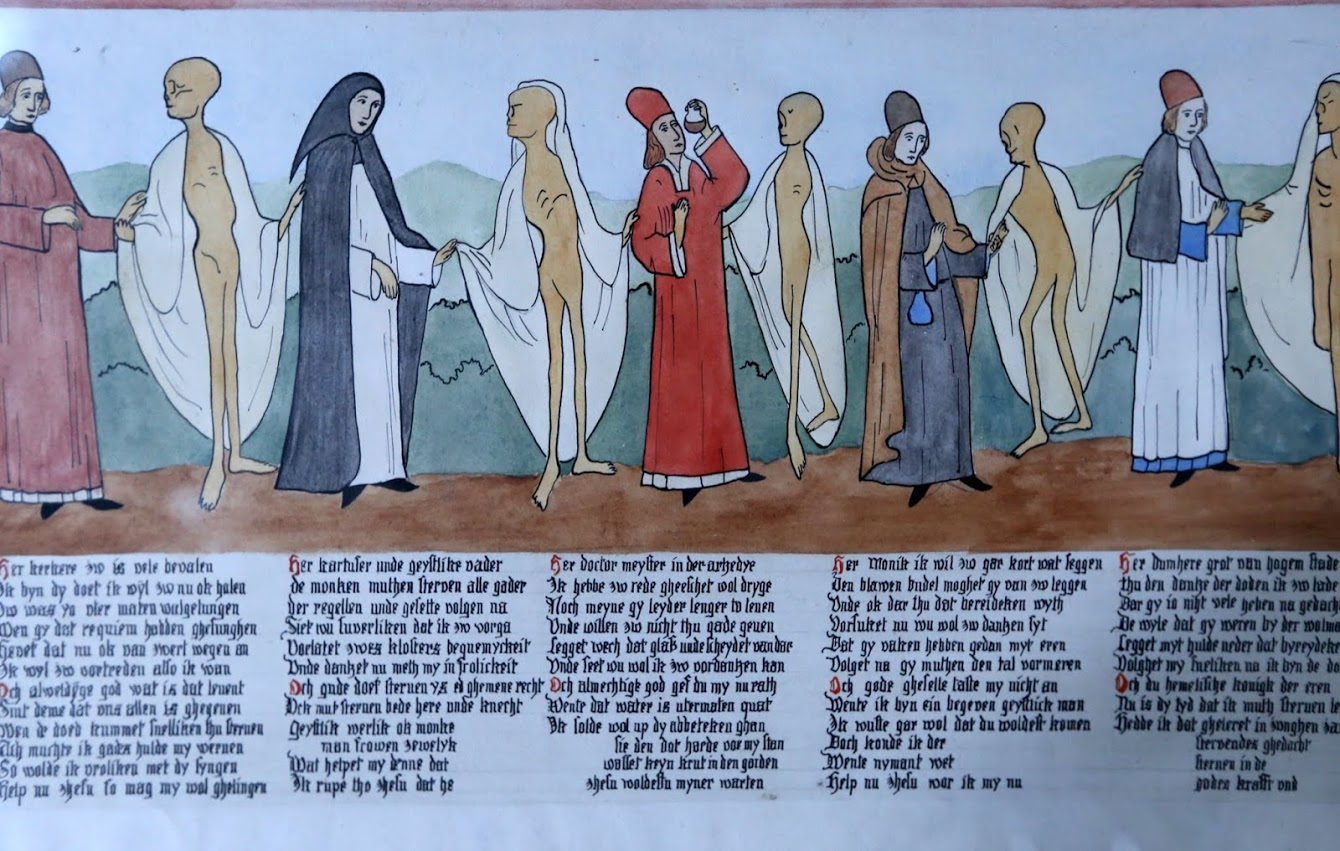
Haláltánc freskó - másolat
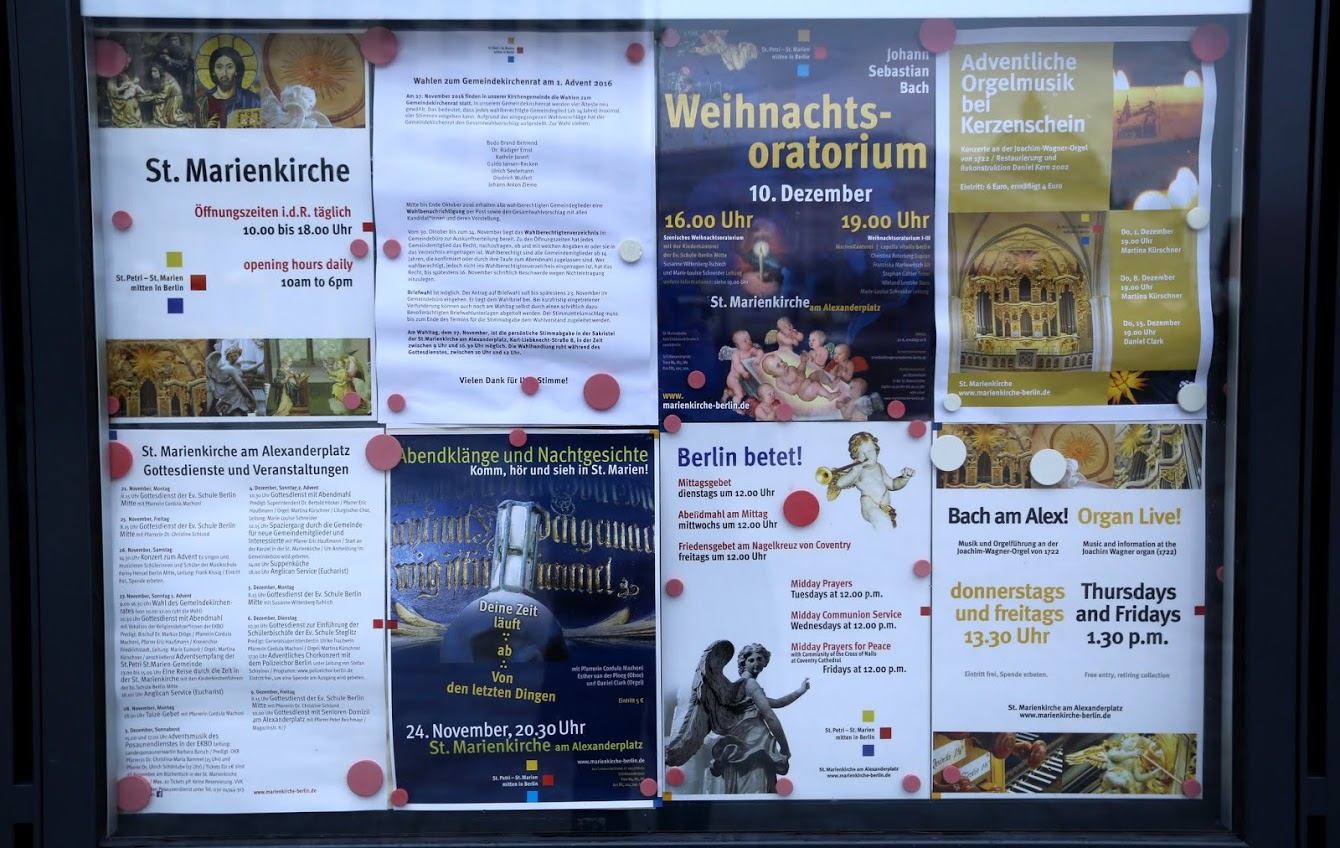
Hirdető tábla